# Ca l'Ollé (Tiana)
Ca l'Ollé és una casa de Tiana (Maresme) inclosa a l'Inventari del Patrimoni Arquitectònic de Catalunya.

## Descripció
És un edifici civil originàriament amb planta baixa i pis, encara que en l'actualitat s'hi han afegit una planta superior i un terrat. En destaca la balconada central suportada per dues columnes jòniques que s'eleven sobre plints, amb la barana treballada de pedra. Al conjunt contrasta negativament l'heterogeneïtat dels elements arquitectònics, fruit de les diverses reformes: les obertures de la planta baixa estan cobertes, a la part alta, per rajoles; les del primer pis estan formades per arcs de mig punt i columnes adossades purament decoratives, mentre que la planta superior està construïda en estil actual, sense decoració. Al davant de la façana principal hi ha un jardí petit.

## Història
La construcció inicial fou realitzada a l'inici del segle xx. La decoració del primer pis data de 1920 i fou obra de Josep París. Darrerament, l'any 1975 s'hi afegí la nova edificació superior, en una reforma de Jacint París.